# Bamendafeinsänger
Der Bamendafeinsänger (Apalis bamendae) ist eine Singvogelart aus der Gattung der Feinsänger (Apalis) innerhalb der Familie der Halmsängerartigen (Cisticolidae). Er bildet eine Superspezies mit dem Kurzschwanz-Feinsänger (Apalis sharpii) und dem Gosling-Feinsänger (Apalis goslingi) und galt zeitweise als Unterart der beiden vorgenannten Arten.

## Merkmale
Der Bamendafeinsänger erreicht Länge von 12 cm. Er hat ein überwiegend dunkelgraues Gefieder, einen kastanienfarbenen Hals und einen ziemlich kurzen, dunklen Schwanz. Die Stirn und das Gesicht sind kastanienfarben verwaschen. Oberkopf und Oberseite sind dunkelgrau mit einer olivbraunen Verwaschung. Oberflügel und Schwanz sind dunkelbraun. Die Kehle ist gelblich kastanienfarben. An der Kehle geht die Färbung in ein Grau über und am Bauch in ein helleres Grau. Die Flanken sind grau mit einer gelblichbraunen Verwaschung. Die Oberschenkel sind kastanienfarben verwaschen. Bürzel und Unterflügeldecken sind cremeweiß. Die Iris ist gelblichbraun, der Schnabel ist schwarz und die Beine sind fleischrosa. Die Geschlechter ähneln sich. Die juvenilen Vögel sind unbeschrieben.

## Verbreitungsgebiet
Das Verbreitungsgebiet erstreckt sich vom südwestlichen und zentralen Kamerun (insbesondere das Bamenda-Hochland und das Hochland von Adamaua) bis in den Mbulu-Regenwald im Südwesten Nigerias. Möglicherweise gibt es auch Vorkommen in den Yade Hills in der äußersten westlichen Zentralafrikanischen Republik.

## Lautäußerungen
Der Gesang des Männchens besteht aus einer Reihe von Tönen, beginnend mit einer tiefen, absteigenden „chew chit chit chit chit…“-Note. Die Tonrate variiert von schnell zu langsam. Auch ein dreitöniges „tsweu-twit-twit“ wird in Reihen wiederholt. Das Weibchen stimmt manchmal in die Rufe des Männchens mit ein und antwortet mit einer schnellen Reihe von schrillen „tit-it-it-it-it-it…“-Tönen.

## Lebensraum
Auf dem Hochland von Adamaua ist die Art auf Galeriewälder und Waldsavanne beschränkt. Im Bamenda-Hochland kommt sie in einer größeren Vielfalt von Lebensräumen vor, darunter Galeriewälder, die von Raphia vinifera dominiert sind, sowie Obstgärten, Gärten und Felder mit großen Bäumen, wie Eukalyptus, Avocados und Mangos. Der Bamendafeinsänger lebt in Höhenlagen von 700 m bis 2050 m.

## Lebensweise
Die Lebensweise ist bisher nur wenig erforscht. Der Bamendafeinsänger ist offenbar überwiegend ein Standvogel. Die Nahrung besteht hauptsächlich aus Insekten. Er geht im Blätterdach und entlang der Ränder der Galeriewälder auf Nahrungssuche.

## Status
Die IUCN klassifiziert den Bamendafeinsänger als „nicht gefährdet“ (least concern). Sein Hauptverbreitungsgebiet befindet sich in Kamerun und umfasst nicht mehr als ungefähr 80.000 km2. Er ist örtlich in seinem gesamten Verbreitungsgebiet häufig, einschließlich in den degradierten Lebensräumen im Bamenda-Hochland. In den Galeriewäldern auf dem Hochland von Adamaua beträgt die Entfernung zwischen den Paaren 300 bis 1000 m. Lebensraumverlust stellt dort jedoch aufgrund der Rodungen ein ernsthaftes Problem dar. Der Bamendafeinsänger kommt in mindestens zwei Schutzgebieten vor, im Bali-Ngemba Forest Reserve bei Bamenda und im Mbam-Djerem-Nationalpark in der Provinz Adamaoua. Im Jahr 2013 wurde die Art erstmals im Osten Nigerias im Ngel Nyaki Forest Reserve beobachtet.